# 王之鼎 (清朝)
王之鼎（？—？），浙江山陰縣人，直隸顺天府大兴县籍，清朝政治人物。

## 生平
順治二年（1645年）舉乙酉科順天鄉試，顺治四年（1647年），登丁亥科进士，官至山西祁县知县。